# Jutta Rüdiger
Jutta Rüdiger (14 de junio de 1910-13 de marzo de 2001) fue una psicóloga alemana y activista nazi, líder de la Liga de Muchachas Alemanas, fracción femenina de las Juventudes Hitlerianas durante el Tercer Reich.

## Biografía

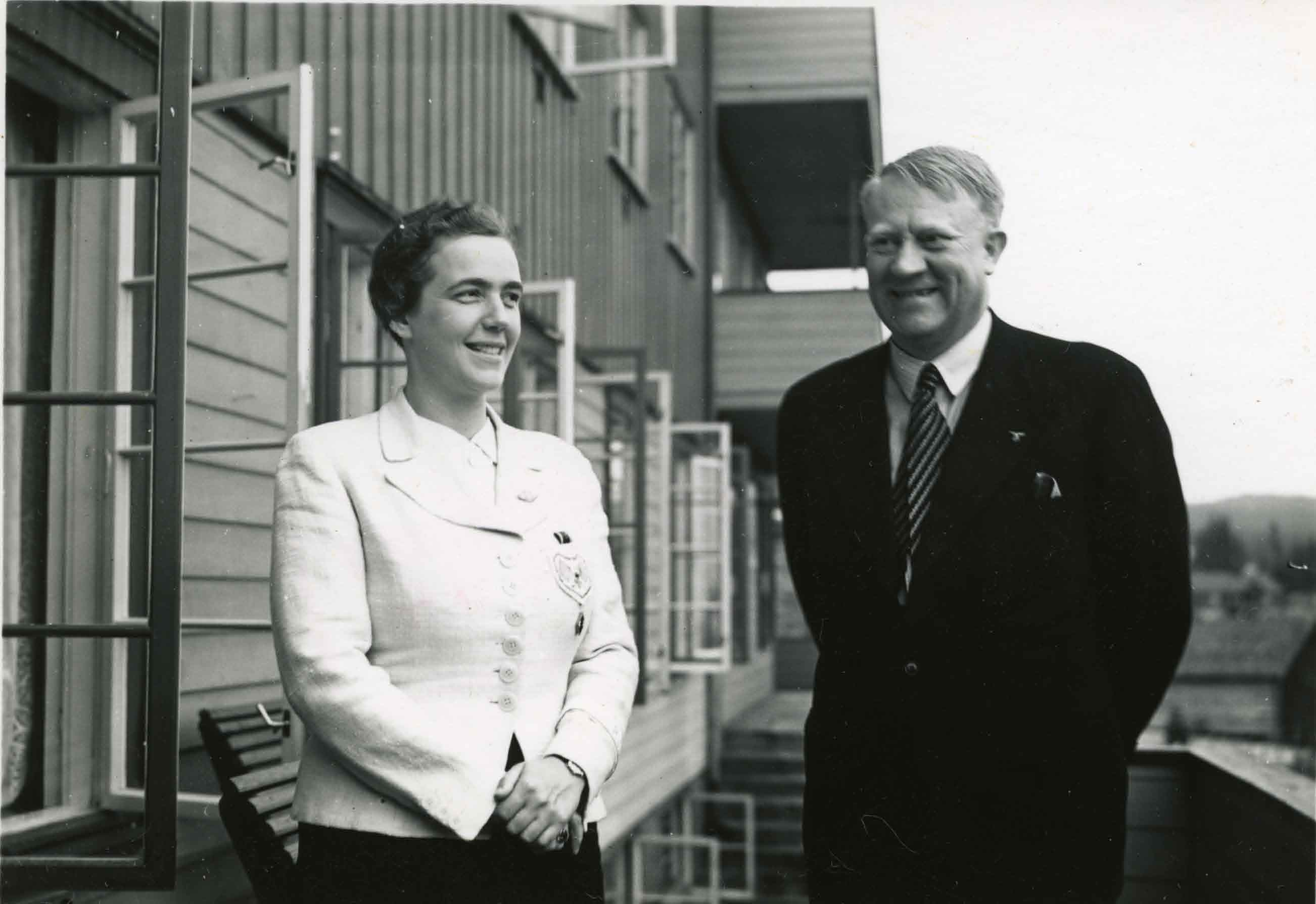
Jutta Rüdiger junto a Vidkun Quisling, en el verano de 1941.

Nacida en Berlín el 14 de junio de 1910.
Rüdiger realizó estudios universitarios de Psicología, especialidad en la que se doctoró. En su época de estudiante —1931— se afilió a la Nationalsozialistischer Deutscher Studentenbund (NSDStB), rama universitaria del Partido nazi, y acabaría fundando la Arbeitsgemeinschaft Nationalsozialistischer Studentinnen (ANSt).
Posteriormente, en 1933, se convirtió en miembro de la Liga de Muchachas Alemanas (Bund Deutscher Mädel o BDM). Lideró la organización —ejerciendo de Reichsreferentin— entre 1937 y 1945, sucediendo a Trude Mohr. Este periodo coincidió en su mayor parte con la Segunda Guerra Mundial.
Desde 1942 también dirigió la organización «Fe y Belleza», dependiente del BDM.
Dentro del sistema nacionalsocialista, además de la BDM —que era la organización juvenil femenina—, también existía la Organización de Mujeres Nacionalsocialistas (NS-Frauensacht) dirigida por Gertrud Scholtz-Klink.
Rüdiger falleció en Bad Reichenhall el 13 de marzo de 2001.